# Население на Мианмар
Населението на Мианмар през 2000 година е 47 758 181 души.

## Възрастов състав
(2003)
- 0-14 години: 28,1% (мъжe 6 091 220 / жени 5 840 968)
- 15-64 години: 67% (мъжe 14 162 190 / жени 14 347 751)
- 65 години: 4,9% (мъжe 916 702 / жени 1 151 706)

## Коефициент на плодовитост
- 2009 г.: 1,89

## Етнически състав
Правителството на Бирма идентифицира осем основни национални етнически раси (които се състоят от 135 „отделни“ етнически групи):
- 58% – бирманци
- 10% – шани
- 7% – карени
- 4% – ракхини
- 3% – мони
- 1,5% – кая
- 1,3% – качини

Правителствената система за класификация е считана за погрешна, тъй като групира етническите групи по географско положение, а не по езиково или генетично сходство.

## Религия
| религии          | % (2008) |
| ---------------- | -------- |
| будисти          | 89 %     |
| християни        | 4 %      |
| баптисти         | 3 %      |
| католици         | 1 %      |
| мюсюлмани        | 4 %      |
| сунити           | 2,65 %   |
| шиити            | 1,35 %   |
| други (индуисти) | 2 %      |
| атеисти          | 1 %      |

## Език
За около 65 % от населението майчин език е бирманският.